# Arboretum Alnarpsparken
El Arboreto del Parque de Alnarp en sueco: Arboretum Alnarpsparken es un arboreto y jardín botánico de 3,2 hectáreas de extensión, dependiente administrativamente de la Universidad de Ciencias Agrícolas de Suecia (SLU), en el campus de la comuna de Lomma Alnarp, en la provincia de Escania, Suecia. 
El código de reconocimiento internacional del Arboretum Alnarpsparken como institución botánica (en el Botanical Gardens Conservation International - BGCI), así como las siglas de su herbario es ALNAR.

## Localización
Se encuentra ubicado en una zona equidistante entre las ciudades de Lund y Malmö.
Arboretum Alnarpsparken, Sveriges Lantbruksuniversitet Slottsträdgårdar Alnarp, (The Swedish University of Agricultural Sciences), Postbox 52, Alnarp, Skåne län S-230 53 Sverige-Suecia.
Planos y vistas satelitales.55°39′30.6″N 13°4′57.36″E / 55.658500, 13.0826000
El arboreto es visitable en los meses cálidos del año libres de nieve.

## Historia
Un instituto agrícola fue fundado en Ultuna en 1848 y en Alnarp en 1862, bajo la supervisión de la Real Academia Sueca de Agricultura, fundada en 1813.
Estos institutos, y las actividades experimentales llevadas a cabo por la Academia desde 1814, fueron la base de la Escuela de Agricultura, que fue creada en 1932.
El parque del castillo "Slottsträdgårdar Alnarp" fue dedicado como campo de prácticas y experimentación de los alumnos. 

## Colecciones
Las colecciones que aquí se encuentran se dedican para la investigación, y los trabajos en horticultura de la universidad SLU.
- Árboles maderables procedentes de todo el mundo
- Árboles y arbustos frutales
- Plantas anuales
- Plantas perennes

Aquí se encuentra un banco de germoplasma de plantas de Suecia que colabora con proyecto de la biodiversidad del banco de germoplasma del norte de Europa Bóveda Global de Semillas de Svalbard, en las islas Svalbard.

Vistas en el Alnarpsparken
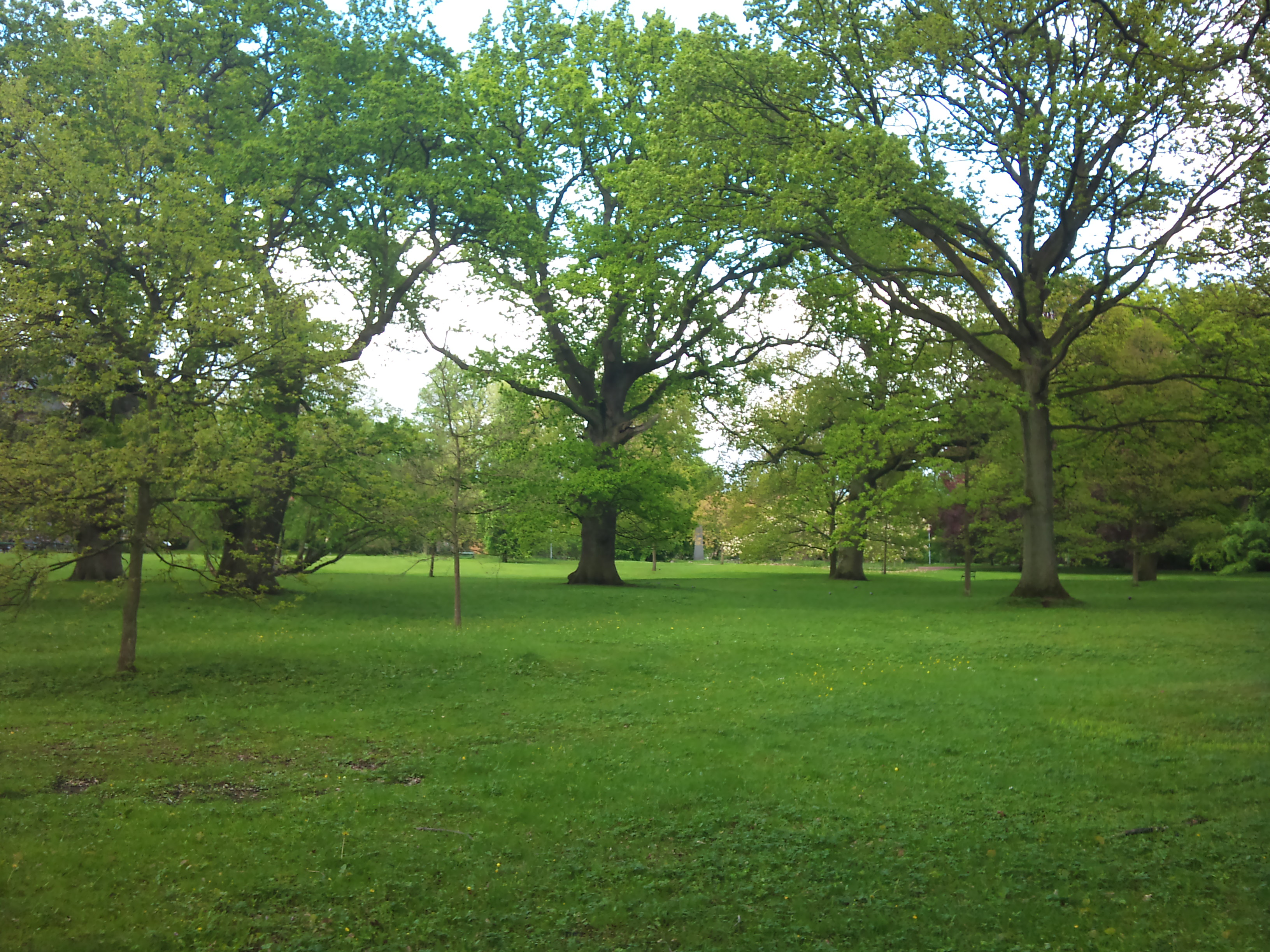
El Alnarpsparken.
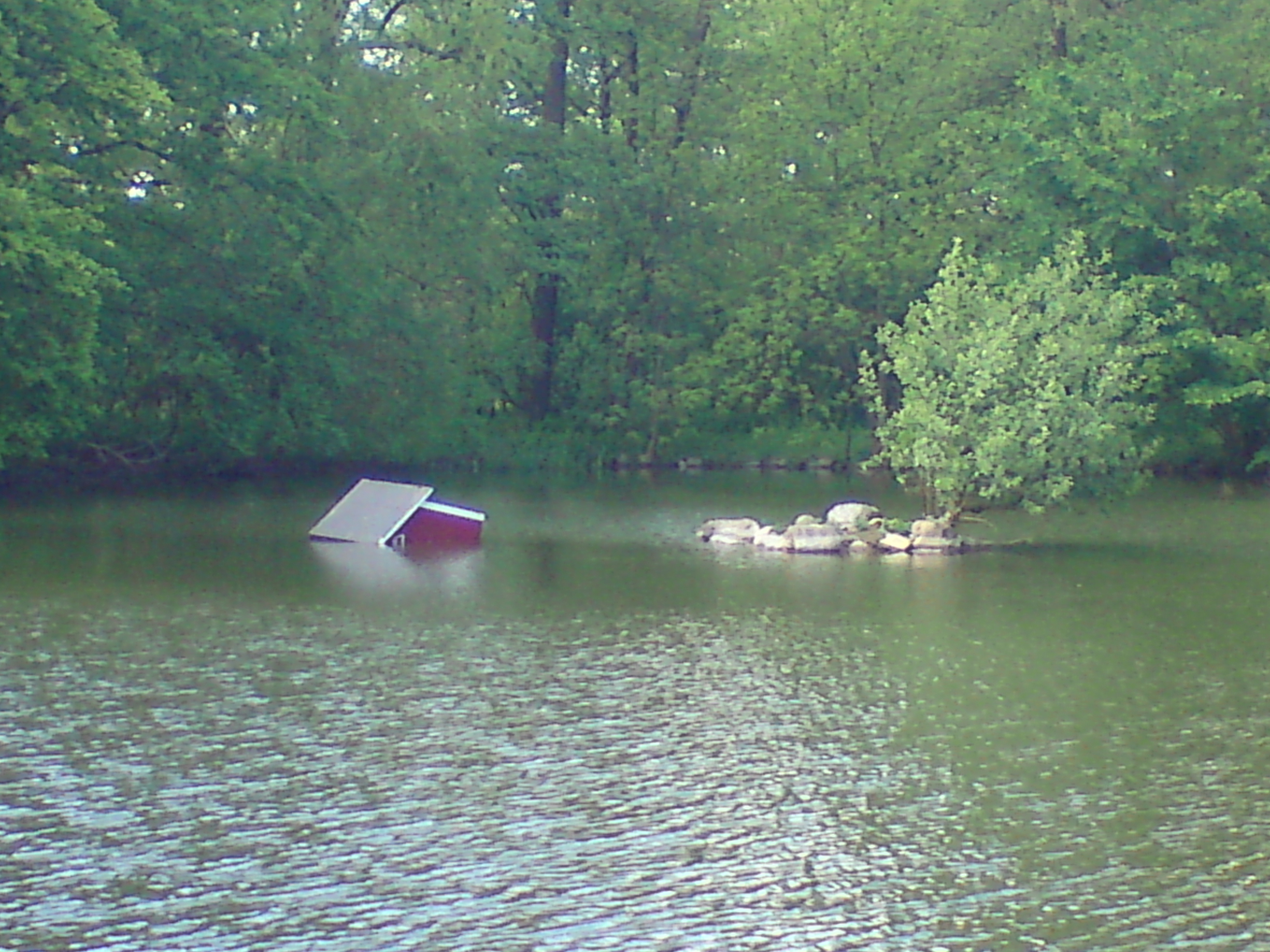
Charca en el parque Alnarp.
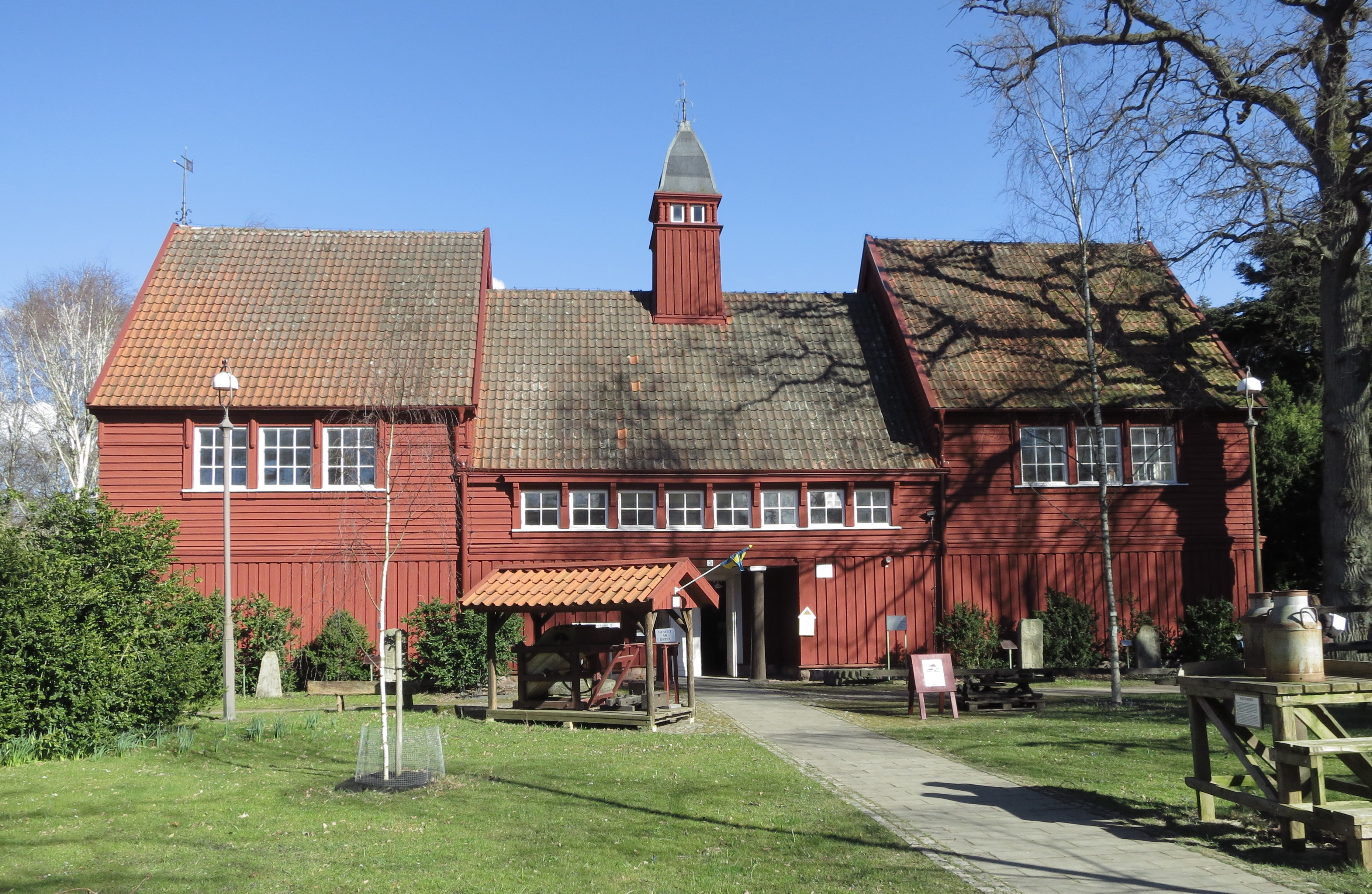
El Museo de los agricultores en Alnarp.
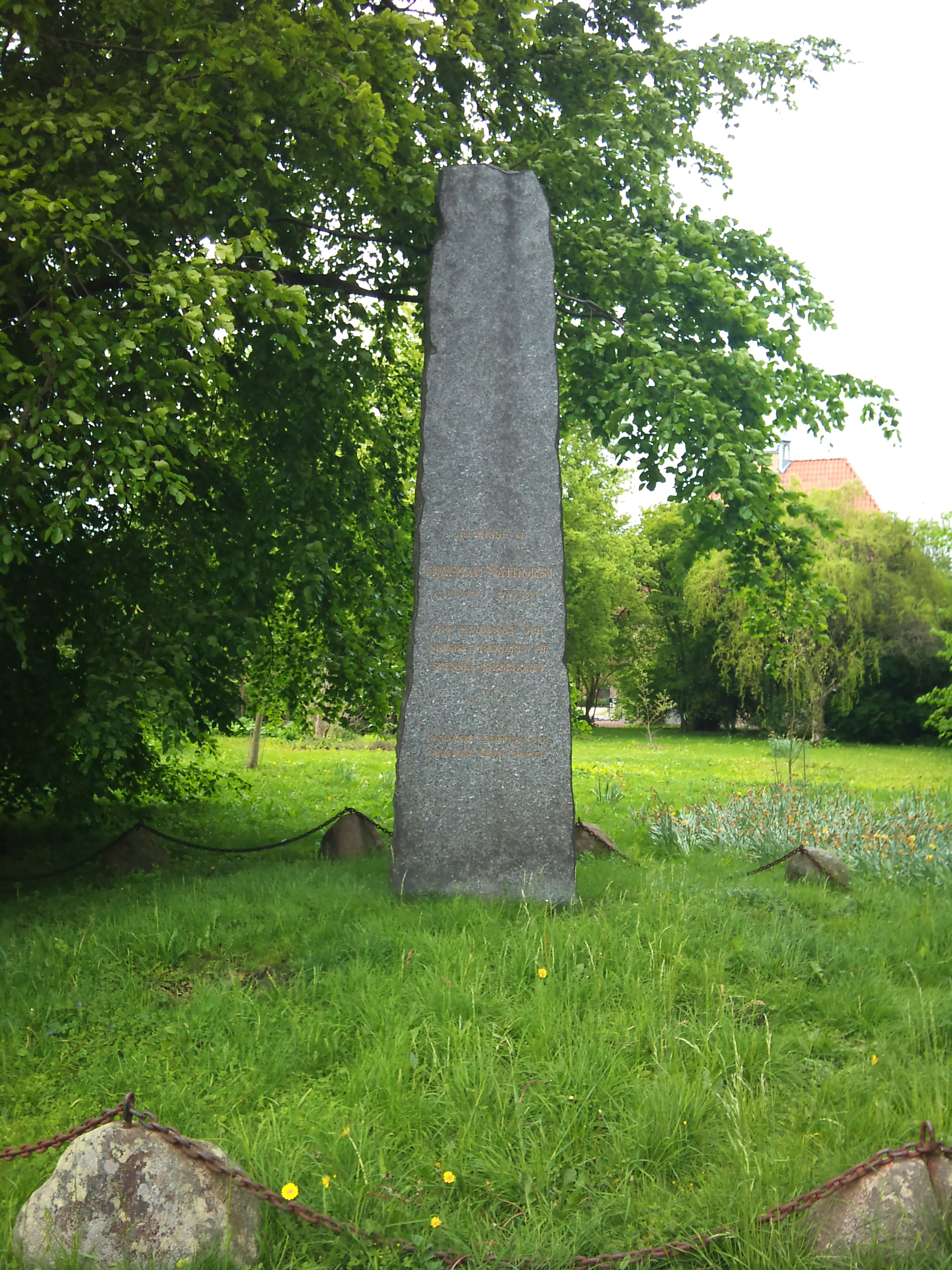
Obelisco Memorial de Hjalmar Nathorst.